# Речной (Новосибирская область)
Речной — упразднённый посёлок в Доволенском районе Новосибирской области России. На момент упразднения входил в состав Утянского сельсовета. Упразднён в 1971 г.

## География
Располагался на левобережье реки Чулым, в 5 км к северу от села Утянка.

## История
В 1966 году указом президиума ВС РСФСР посёлок Ярковская ферма Утянского совхоза переименован в Речной.
Решением Новосибирского облисполкома от 27.09.1971 г. № 650 посёлок исключен из учётных данных как фактически не существующий.